# Veleno mortale
Veleno mortale (Strong Poison) è un romanzo giallo del 1930 scritto da Dorothy L. Sayers, il quinto con protagonista l'investigatore dilettante Lord Peter Wimsey, e il primo ad avere con co-protagonista la sua futura moglie, la giallista Harriet Vane.

## Trama
La giallista Harriet Vane è sotto processo con l'accusa di aver avvelenato il suo amante, Philip Boyes, anche lui scrittore e con opinioni non convenzionali sulla religione, la politica e l'amore: infatti aveva convinto Harriet a vivere insieme more uxorio, opponendosi però pubblicamente ad un matrimonio. Qualche tempo dopo avevano rotto. Si erano rivisti occasionalmente, e la sera stessa del delitto Boyes era stato da lei per un drink, dopo aver cenato con il proprio cugino, l'avvocato Norman Urquhart. Tornato a casa, si era sentito male ed era morto per quello che era risultato essere avvelenamento da arsenico. Solo che a cena ha mangiato le stesse pietanze che ha consumato anche il cugino, preparate dalla sua cuoca; Harriet invece è stata vista acquistare più volte dell'arsenico sotto falso nome: lei dice di averlo fatto per provare un elemento del suo prossimo romanzo...
Tutte le prove sono contro di lei, e così la giuria e l'opinione pubblica. L'unico che sembra crederla innocente, colpito anche dal fascino di lei intravista in Tribunale, è Lord Peter Wimsey, fino a quel momento scapolo convinto. Mosso dalla solita curiosità, ma stavolta anche da un interesse personale, inizierà le sue indagini, coadiuvato dai soliti Mervyn Bunter, Charles Parker e Miss Katherine Climpson, avendo contro di sé anche il tempo: per ora la giuria non ha raggiunto un verdetto unanime, e il processo va rifatto; ma senza nuove prove, Harriet scamperà ad un nuovo verdetto?

## Edizioni italiane
- Veleno mortale. Un caso per Lord Peter Wimsey, La Tartaruga edizioni, 1990.
- Veleno mortale, collana I classici del Giallo Mondadori n. 839, Arnoldo Mondadori Editore, marzo 1999.